# ザハリー (ノヴゴロド公国)
ザハリー（ザハリヤ）（ロシア語: Захарий (Захария)、? - 1167年）は12世紀中盤のノヴゴロドの貴族（ボヤーレ）である。
1161年、スモレンスク公ロスチスラフとキエフ大公アンドレイとの合意の下で、前任のネジャタ(ru)に代わってポサードニクに選出された。その任期中の1164年、スウェーデン軍がラドガを攻撃したが、ザハリーとノヴゴロド公スヴャトスラフはこれを撃退した。1167年、ノヴゴロド公スヴャトスラフがその公位から追われた後、スヴャトスラフへの支援を疑われ、ノヴゴロド人によって殺害された。
白樺文書のNo.724は、サヴァという人物が兄弟らへ宛てた手紙であるが、そこにはダーニ（貢税）の徴収が原因で起きたザハリーとアンドレイ（上記のアンドレイ）との紛争について記されている。